# ديزموند بين
ديزموند بين (بالإنجليزية: Desmond Bane)‏ هو لاعب كرة سلة أمريكي يلعب في مركز مدافع مسدد الهدف أو لاعب هجوم صغير الجسم في نادي ميمفيس غريزليس.

## روابط خارجية
- ديزموند بين على موقع إن بي أي (الإنجليزية)
- ديزموند بين على موقع سبورتس رفرنس (الإنجليزية)
- ديزموند بين على موقع كرة السلة الأوروبية.كوم (الإنجليزية)
- ديزموند بين على موقع إي إس بي إن.كوم (الإنجليزية)
- ديزموند بين على موقع كلية كرة السلة في سبورتس رفرنس.كوم (الإنجليزية)
- ديزموند بين على موقع ريلجم (الإنجليزية)
- ديزموند بين على موقع بروبوليرز (الإنجليزية)